# Dominique Provost-Chalkley
Dominique Provost-Chalkley (Bristol, Inglaterra; 24 de marzo de 1990) es una actriz, músico, bailarina y filántropa británica/franco-canadiense, más conocida por su papel como Waverly Earp en Wynonna Earp.

## Carrera
Provost-Chalkley comenzó a bailar a los cuatro años y, a los 16, empezó a estudiar baile e interpretación en Laine Theatre Arts School.
En 2008 apareció por primera vez en televisión como bailarina en la serie de ITV Britannia High. En 2012 interpretó a Vanya en el thriller británico The Seasoning House y apareció en la comedia The Midnight Beast de E4. En 2015 interpretó a Zrinka en Avengers: Age of Ultron.
Provost-Chalkley apareció en dos musicales del West End, interpretando a Holly en Viva Forever! desde 2012 hasta 2013 y siendo la alternante de Baby en el musical de Dirty Dancing en 2010.
En 2016 consiguió uno de los papeles principales de Wynonna Earp, interpretando a Waverly Earp, papel por el cual recibió mucha atención por parte de los fans. En 2018, el reparto de la serie ganó el People's Choice Award a la mejor serie de ciencia ficción.
En 2017, consiguió un papel secundario en The Carmilla Movie. En 2019, interpretó a Sue en Season of Love.

## Vida privada
Sus padres son Danielle Provost y Christopher Chalkley, un artista, activista, manager, fundador y presidente de People's Republic of Stokes Croft (PRSC), un colectivo que intenta mejorar el vecindario a través de arte y artistas locales. A pesar de haber nacido en Bristol, Inglaterra, Dominique también posee la nacionalidad canadiense debido a su madre quebequesa.
El 24 de marzo de 2020, en su 30 cumpleaños, Provost-Chalkley salió del armario, declarando "soy queer. Siento atracción por TODOS los humanos". En 2021 afirmó que prefiere los pronombres they/them.
También fundó la organización sin ánimo de lucro "Start the Wave".

## Filmografía

### Cine
| Año  | Película                  | Papel           | Notas                                                                       |
| ---- | ------------------------- | --------------- | --------------------------------------------------------------------------- |
| 2012 | The Seasoning House       | Vanya           |                                                                             |
| 2015 | Avengers: Age of Ultron   | Zrinka          | También trabajó sin acreditar como una de las dobles de Scarlett Johansson. |
| 2016 | Cannonball                | Marley, edad 16 | Cortometraje                                                                |
| 2017 | Beautiful Devils          | Emmy            |                                                                             |
| 2017 | The Carmilla Movie        | Elle Sheridan   |                                                                             |
| 2017 | The Curse of Buckout Road | Cleo Harris     |                                                                             |
| 2018 | Eat Jeremy                | Julie           | Cortometraje                                                                |
| 2019 | Season of Love            | Sue             |                                                                             |
| 2021 | Like a House on Fire      | Therese         |                                                                             |

### Televisión
| Año       | Película           | Papel                  | Notas                                             |
| --------- | ------------------ | ---------------------- | ------------------------------------------------- |
| 2008      | Britannia High     | bailarina del ensamble | 9 episodios                                       |
| 2012      | The Midnight Beast | Jenny                  | Episodio: "Boyband"                               |
| 2016–2021 | Wynonna Earp       | Waverly Earp           | Papel principal, 49 episodios                     |
| 2016      | Murdoch Mysteries  | Elizabeth Atherly      | Episodios: "Great Balls of Fire: Part 1 & Part 2" |
| 2017      | 12 Monkeys         | Arianna                | Episodio: "Mother"                                |
| 2017      | NeverKnock         | Grace                  | Película de televisión                            |
| 2018      | Separated at Birth | Terri Marshall         | Película de televisión                            |

### Teatro
| Año       | Espectáculo   | Papel        | Notas              |
| --------- | ------------- | ------------ | ------------------ |
| 2010-2011 | Dirty Dancing | Baby (Cover) | Aldwych Theatre    |
| 2012-2013 | Viva Forever! | Holly        | Piccadilly Theatre |

## Premios y nominaciones
| Año  | Premio                 | Categoría             | Trabajo nominado | Resultado |
| ---- | ---------------------- | --------------------- | ---------------- | --------- |
| 2019 | Canadian Screen Awards | Audience Choice Award | Wynonna Earp     | Ganadora  |